# Luca Zuffi
Luca Zuffi (Winterthur, Suiza, 27 de marzo de 1990) es un futbolista suizo. Juega como mediocampista y su equipo es el F. C. Winterthur de la Superliga de Suiza. Es hijo del exfutbolista Darío Zuffi.

## Clubes
| Club                | País  | Año       |
| ------------------- | ----- | --------- |
| F. C. Winterthur    | Suiza | 2007-2013 |
| F. C. Thun (cedido) | Suiza | 2012-2013 |
| F. C. Thun          | Suiza | 2013-2014 |
| F. C. Basilea       | Suiza | 2014-2021 |
| F. C. Sion          | Suiza | 2021-2023 |
| F. C. Winterthur    | Suiza | 2023-     |

## Palmarés

### Campeonatos nacionales
| Título             | Club          | País  | Año  |
| ------------------ | ------------- | ----- | ---- |
| Superliga de Suiza | F. C. Basilea | Suiza | 2015 |
| Superliga de Suiza | F. C. Basilea | Suiza | 2016 |
| Superliga de Suiza | F. C. Basilea | Suiza | 2017 |
| Copa de Suiza      | F. C. Basilea | Suiza | 2017 |
| Copa de Suiza      | F. C. Basilea | Suiza | 2019 |